# محمودآباد (جلگه‌رخ)
محمودآباد یکی از روستاهای استان خراسان رضوی است که در دهستان پائین رخ بخش جلگه‌رخ شهرستان تربت حیدریه واقع شده‌است.

## جمعیت
بر اساس سرشماری سال ۱۳۸۵ جمعیت این روستا ۲۹۸ نفر (۷۰ خانوار) 
بوده است.